# When in Rome 2007
When in Rome 2007 is een registratie van het live concert dat de Britse progressieve rockband Genesis gaf in het Circus Maximus in Rome, op 14 juli 2007. Het was het sluitstuk van hun Turn It On Again Tour.
De opname werd geregisseerd door David Mallet, en de dvd kwam in de meeste landen uit op 26 mei 2008, in Noord-Amerika op 10 juni 2008.

## DVD 1

### Concert
1. "Duke's Intro" (Behind The Lines, Duke's End)
2. "Turn It On Again"
3. "No Son of Mine"
4. "Land of Confusion"
5. "In the Cage Medley" (In the Cage, The Cinema Show, Duke's Travels)
6. "Afterglow"
7. "Hold on My Heart"
8. "Home by the Sea"
9. "Follow You, Follow Me"
10. "Firth of Fifth"
11. "I know what I like (in your wardrobe)"

### Concert extra's
- How Does Duke's End End?
- We're Gonna Take It Up A Little Bit
- Plugged In. Turned On. On The Edge
- Minimal Confusion
- Tony Changed His Mind
- We Need More Lights
- Counting The Bars To 'Heart'
- Working On Home
- Mike Wants Phil's 'Feel' On Drums
- From 'G' To 'G' On 'Firth
- Time To Dance

### Overige extra's
- Tour programma (19 foto's)

## DVD 2

### Concert
1. "Mama"
2. "Ripples"
3. "Throwing It All Away"
4. "Domino"
5. "Conversations With 2 Stools"
6. "Los Endos"
7. "Tonight, Tonight, Tonight"
8. "Invisible Touch"
9. "I Can't Dance"
10. "The Carpet Crawlers"

### Concert extra's
- Bring The Pitch Down Like Elton
- 'Acoustic' Ripples
- 'Throwing It All' Down
- Tony Talks About His Inspiration
- The Drum Duet
- Not A Period Piece
- Invisible Key
- Phil, Tony & Mike, And Phil & Mike?
- Singing Along

### Overige extra's
- Fotogalerij (21 foto's)
- Deleted Scenes (Did You Do Your Homework?)

## DVD 3
- Documentaire: Come Rain Or Shine

## Credits
- Phil Collins - Zang, drums
- Mike Rutherford - Gitaren, Bas, zang
- Tony Banks - Keyboards, zang
- Daryl Stuermer - Gitaren, Bas, zang
- Chester Thompson - Drums